# 奥列诺夫卡 (巴赫穆特区)
奥列尼夫卡（羅馬化：Olenivka），或按俄语名译为奥列诺夫卡（俄语：Оленовка），是烏克蘭東部的一个市级镇。该镇名义上由頓涅茨克州霍尔利夫卡区武赫莱希尔斯克市镇管辖，然而实际控制者顿涅茨克人民共和国沿用旧有行政区划，由其行政建制下的巴赫穆特区管辖。距離頓涅茨克58公里，海拔高度184米，2013年人口779。